# The Perfect Machine
The Perfect Machine es el cuarto disco de estudio lanzado por Vision Divine. Es un álbum conceptual que habla sobre un científico que descubre una cura para todas las enfermedades e incluso la muerte, haciendo la raza humana inmortal. La historia considera los aspectos sociales y religiosos que brindaría tal descubrimiento. 

## Lista de canciones
1. "The Perfect Machine" (7:58)
2. "1st Day Of A Never-ending Day" (6:13)
3. "The Ancestor's Blood" (5:53)
4. "Land Of Fear" (4:25)
5. "God Is Dead" (5:21)
6. "Rising Sun" (5:23)
7. "Here In 6048" (6:32)
8. "The River" (4:29)
9. "Now That You've Gone" (5:59)
10. "The Needle Lies" (exclusivo de Japón, cover de Queensrÿche)

## Créditos
- Olaf Thorsen - Guitarra
- Frederico Puleri - Guitarra
- Michele Luppi - Voces
- Oleg Smirnoff - teclado y Piano
- Andrea "Tower" Torricini - Bajo
- Danil Morini - Batería